# Monacos Grand Prix 1962
Monacos Grand Prix 1962 var det andra av nio lopp ingående i formel 1-VM 1962. 

## Resultat
1. Bruce McLaren, Cooper-Climax, 9 poäng
2. Phil Hill, Ferrari, 6
3. Lorenzo Bandini, Ferrari, 4
4. John Surtees, Reg Parnell (Lola-Climax), 3
5. Joakim Bonnier, Porsche, 2
6. Graham Hill, BRM (varv 92, motor), 1
7. Willy Mairesse, Ferrari (90, oljetryck)
8. Jack Brabham, Brabham (Lotus-Climax) (77, olycka)

### Förare som bröt loppet
- Innes Ireland, BRP (Lotus-Climax) (varv 64, bränslepump)
- Jim Clark, Lotus-Climax (55, koppling)
- Roy Salvadori, Reg Parnell (Lola-Climax) (44, upphängning)
- Tony Maggs, Cooper-Climax (43, växellåda)
- Trevor Taylor, Lotus-Climax (24, oljeläcka)
- Dan Gurney, Porsche (0, olycka)
- Maurice Trintignant, R R C Walker (Lotus-Climax) (0, olycka)
- Richie Ginther, BRM (0, olycka)

### Förare som ej startade
- Ricardo Rodriguez, Ferrari (Bilen kördes av Willy Mairesse)

### Förare som ej kvalificerade sig
- Jo Siffert, Ecurie Nationale Suisse (Lotus-Climax)
- Jackie Lewis, Ecurie Galloise (BRM)
- Masten Gregory, BRP (Lotus-BRM)
- Carel Godin de Beaufort, Ecurie Maarsbergen (Porsche)
- Nino Vaccarella, Scuderia SSS Republica di Venezia (Lotus-Climax)